# Коко (река)
Вижте пояснителната страница за други значения на Коко.
Коко (на испански: Rio Coco), преди позната като Сеговия (Río Segovia), е река в Южен Хондурас и Северна Никарагуа.
Индианците от племето мискито, които живеят около реката, я наричат Уанки (Wanki).
Реката извира в околностите на Сан Маркос де Колон в Хондурас и преминава около 750 км, пресичайки границата на Хондурас и Никарагуа, преди да се влее в Карибско море.